# آتاکوی—شیرینولر (متروی استانبول)
آتاکوی—شیرینولر (انگلیسی: Ataköy—Şirinevler) یکی از ایستگاه‌های شاخه اِی خط ام۱ متروی استانبول است.
این ایستگاه که در منطقه باقرکوی قرار دارد در سال ۱۹۹۵ تاسیس شده‌است.